# STS-116
STS-116 (Полет 12А.1) e сто и седемнадесетата мисия на НАСА по програмата Спейс шатъл, тридесет и трети полет на совалката Дискавъри и двадесети полет на совалката към Международната космическа станция (МКС). Това е третият полет на космическа совалка след катастрофата на совалката Колумбия, мисия STS-107 и предпоследен двадесет и първи полет на модула Спейсхеб.

## Екипаж
| Пост                    | Астронавт |
| ----------------------- | --- |
| Командир                | Марк Полански втори космически полет |
| Пилот                   | Уилям Офелейн първи космически полет |
| Специалист на мисията 1 | Робърт Кърбийм трети космически полет |
| Специалист на мисията 2 | Никълас Патрик първи космически полет |
| Специалист на мисията 3 | Джоан Хигинботъм първи космически полет                                                                                                  |
| Специалист на мисията 4 | Арне Фулесанг (ESA) първи космически полет                                                                                               |
| Бординженер на МКС      | при старта: Сунита Уилиамс (Експедиция 14) първи космически полет при приземяването: Томас Райтер (Експедиция 13) втори космически полет |

Сунита Уилиамс се присъединява към Експедиция 14 като бординженер. На нейното място на Земята се завръща бординженера на Експедиция 13 Томас Райтер.

## Полетът
По препоръка на комисията, разследваща катастрофата на совалката „Колумбия“, в случай на повреда на совалката Дискавъри и невъзможност за безопасно завръщане на екипажа на Земята, се предвиждало той да остане на борда на МКС и да дочака спасителен полет STS-317 на совалката Атлантис.
Основната цел на полета е:
- Доставка и монтаж сегмент Р5 от фермовата конструкция на МКС;
- Частична подмяна на дълговременния екипаж на МКС;
- Доставка на различни товари на борда на МКС в транспортния модул „Спейсхеб“ (LSM).

Трите основни компонента на полезния товар на совалката са: сегмент Р5 на фермовата конструкция на МКС, единичният модул „Спейсхеб“ и панел, на който е монтирано експериментално оборудване. Сегментът Р5 ще е свързващото звено между панелите на слънчевите батерии, което ще осигури преразпределение на електроенергията и системите за охлаждане. Освен това совалката доставя в орбита три пикоспътника, които да бъдат пуснати след откачването на совалката от МКС. Тези три спътника имат размери на чашки за кафе.
Успешният монтаж на сегмент P5 е важен момент за конфигуриране на системите за електроснабдяване на МКС. Чрез него ще се подобрят производството, съхранението, управлението и разпределението на електроенергия.
След едно отлагане поради лоши метеорологични условия совалката е успешно изстреляна на 10 декември. Това е първият нощен старт след катастрофата на совалката „Колумбия“ и първи от мисия STS-113, проведена през ноември 2002 г. Две денонощия по-късно совалката се скачва с МКС.
Същия ден астронавтите Арне Фулесанг и Робърт Кърбийм провеждат първото си излизане в открития космос. Основната задача е инсталиране на сегмент P5. Монтажът се извършва с помощта на роботизираната ръка на станцията Канадарм2, която се управлява от Джоан Хигинботъм. Астронавтите подменят излязлата от строя телевизионна камера на сегмент S1 и също няколко дребни задачи, включително електрическата връзка между сегменти P4 и P5 и надеждността на връзките помежду им. Продължителността на излизането е 6 часа и 36 минути. На следващия ден екипажът прави няколко неуспешни опита за „сгъване“ на панела на слънчевата батерия на сегмент Р6, която е в разгънато състояние от 2000 г. Свиването е необходимо, за да се премести той на друго място на станцията. След повече от 6 часа и половина непрекъснати опити са свити само 17 от общо 31 клетки. На 14 декември астронавтите Кърбийм и Фулесанг извършват второ излизане в открития космос с продължителност 5 часа. По време на него те извършват свързване на няколко слънчеви панела към електрическата система на станцията. На 16 декември астронавтите Кърбийм и Сунита Уилиамс по време на поредното излизане в открития космос продължават превключването на електрически връзки между панелите на ферми Р3/Р4 и ненапълно отворения Р6. Монтирани са и допълнителни кабели за пренос на електроенергия от американския към руския сегмент на станцията. Към края на излизането астронавтът Кърбийм прави опит за досвиване на панелите, но има частичен успех (още 4 към свитите 17 от общо 31 клетки). На следващия ден е решено да се направи още една четвърта разходка в открития космос със задача свиване на слънчевия панел. При това се удължава и продължителността на времето, в което совалката е скачена с МКС, и продължителността на мисията. Операцията по свиване на панела е успешна, а нейната продължителност е 6 часа и 28 минути. По-късно същия ден совалката се отделя от МКС и започва подготовка за кацане. На 21 декември „изстрелва“, както е планирано трите пикоспътника.
Совалката започва подготовка за приземяване на 21 декември, но то е отложено поради лошо време (силен дъжд). След удължаване на полета с още няколко обиколки около Земята совалката каца успешно в Космическия център „Кенеди“ във Флорида.

## Параметри на мисията
- Маса на совалката:
  - при старта:? кг
  - при приземяването: ? кг
- Маса на полезния товар: 12 523 кг
- Инклинация: 51,6°
- Орбитален период: 91.6 мин

Скачване с „МКС“
- Скачване: 11 декември 2006, 22:05 UTC
- Разделяне: 19 декември 2006, 22:32 UTC
- Време в скачено състояние: 7 денонощия, 23 часа, 58 минути.

### Космически разходки
| № | Участници                       | Начало                     | Край                       | Продължителност  |
| - | ------------------------------- | -------------------------- | -------------------------- | ---------------- |
| 1 | Робърт Кърбийм и Арне Фулесанг  | 12 декември 2006 20:31 UTC | 13 декември 2006 03:07 UTC | 6 часа 36 минути |
| 2 | Робърт Кърбийм и Арне Фулесанг  | 14 декември 2006 19:41 UTC | 15 декември 2006 00:41 UTC | 5 часа 00 минути |
| 3 | Робърт Кърбийм и Сунита Уилиамс | 16 декември 2006 19:25 UTC | 17 декември 2006 02:56 UTC | 7 часа 31 минути |
| 4 | Робърт Кърбийм и Арне Фулесанг  | 18 декември 2006 19:00 UTC | 19 декември 2006 01:28 UTC | 6 часа 28 минути |

Това са съответно 73-, 74-, 75- и 76-о излизане в открития космос, свързано с МКС, 4-, 5-, 6- и 7-о излизане за Робърт Кърбийм и първи излизания за Арне Фулесанг и Сунита Уилиамс.

## Галерия
- Първоначалната емблема на мисията, с имената на екипажа, планиран през 2002 г.
- Совалката на стартовата площадка
- Стартът
- Арне Фулесанг по време на второто си излизане в открития космос
- Екипажите на совалката на станцията
- Робърт Кърбийм и Арне Фулесанг по време на първото си излизане в открития космос
- Заклинената слънчева батерия на сегмент Р6 на МКС
- Робърт Кърбийм по време на четвъртото си излизане в открития космос
- Компютърно представяне на вида на МКС след мисия STS-116
- Поглед към пилотската кабина на совалката
- „Пускането“ в самостоятелен полет на единия от пикоспътниците от борда на совалката
- Краят на мисия STS-121
- Друга гледна точка на приземяването